# Abadia territorial

O escudo heráldico de um abade territorial distingue-se por um galero em cor sinopla com doze borlas e um báculo pastoral em ouro com um véu.

Abadia territorial ou abadia nullius é um tipo de igreja particular local, equivalente a uma diocese, na organização da Igreja Católica Romana.
Em geral um abade é o superior de uma abadia (um mosteiro), e exerce a sua autoridade sobre uma família de monges e essa dita autoridade circunscreve-se a eles e ao mosteiro. Um abade territorial, chamado em latim abade nullius diœceseos (não pertencente a nenhuma diocese), exerce também como ordinário dos fieis católicos e paróquias de um território definido em redor do mosteiro, do mesmo modo que faz um bispo na sua diocese.
A prática surgiu porque nas abadias eram atendidas as necessidades espirituais dos católicos que viviam perto do mosteiro. A capela do mesmo também era empregada como lugar de culto pelos leigos que residiam nas proximidades, e os monges também se ocupavam de atender as paróquias próximas do mosteiro. O abade do mosteiro, no caso raro de ter ascendido ao episcopado, podia ordenar os seus religiosos que fossem candidatos ao diaconato transitório e permanente e mesmo ordenar sacerdotes, embora estes tivessem de frequentar um seminário de formação fora do território da abadia.
Com a exceção da ordenação de sacerdotes, o abade territorial pode exercer as mesmas funções que um bispo exerce junto dos fiéis ao seu cargo, incluindo a incardinação (sob a sua jurisdição) de clero secular. O abade territorial também tem o direito de empregar o escudo heráldico episcopal e de empregar a mitra, o báculo pastoral, o anel e a cruz peitoral.
Embora os abades territoriais sejam eleitos pela própria comunidade monacal, só podem tomar posse com permissão do Papa, do mesmo modo que um bispo não pode ser consagrado e instalado numa diocese sem essa permissão.
Após o Concílio Vaticano Segundo, foi colocado maior ênfase na natureza única do episcopado e na organização tradicional da Igreja em dioceses dirigidas por bispos. As abadias territoriais foram perdendo terreno face às dioceses, e em muitos casos o seu território tem sido incorporado no destas.

## Lista de abadias territoriais
Presentemente só restam 11 abadias territoriais, listadas no Annuario Pontificio da Santa Sé:
- Einsiedeln, Suíça.
- Montecassino, Itália.
- Monte Oliveto Maggiore, Itália.
- Montevergine, Itália.
- Pannonhalma, Hungria.
- São Maurício, Suíça.
- Santa María de Grottaferrata, Itália.[9]
- Santissima Trinità di Cava de' Tirreni, Itália.
- Subiaco, Itália.
- Tŏkwon, Coreia do Norte.
- Wettingen-Mehrerau, Áustria.

Todas elas, com a exceção de Santa María de Grottaferrata, fazem parte da organização territorial da Igreja Católica Latina. A de Santa Maria de Grottaferrata pertence à Igreja Católica Ítalo-Albanesa.

### Brasil
- Abadia Territorial de Nossa Senhora do Monserrate do Rio de Janeiro - Suprimida em 1984 e 2003;[3][4][6][10][11]
- Abadia Territorial de Claraval - Suprimida em 2002.[3][4][7][12]